# Ficar com Você
Ficar com Você é o quinto álbum de estúdio da cantora brasileira Patrícia Marx, lançado em 1994. Trata-se do primeiro sob o contrato com a gravadora LUX Music, do jornalista e produtor musical Nelson Motta. 
A sonoridade mescla diversos estilos musicais, tais como dance music, música pop, e baladas. A seleção de faixas conta com versões de canções internacionais, algumas músicas inéditas e versões de clássicos da música brasileira.
Para promovê-lo, quatro singles forma lançados: "Quando Chove", "Ficar Com Você", "Deixa Chover" e "Gostava Tanto de Você", que foram cantadas em programas de TV e na turnê promocional, que teve shows em várias cidades brasileiras. A faixa-título ainda ganhou um videoclipe que foi gravado em Nova Iorque.
Comercialmente, tornou-se um sucesso. Foi o primeiro lançamento da LUX Music a ganhar um disco de ouro, por mais de 100 mil cópias vendidas. Além disso, a adição de duas canções em novelas da TV Globo e a maratona de apresentações na televisão garantiu o sucesso em execuções nas rádios.
Em 1995, o álbum foi relançado com a inclusão da faixa "Espelhos D'água" junto com dois remixes como bônus. 
Anos após estar fora de catálogo, ficou disponível ao público novamente em 5 de abril de 2019, para streaming e download em várias plataformas digitais.

## Antecedentes e produção
Em 1994, Patricia Marx já possuía uma extensa carreira com ótimos números, todos os discos que havia lançado, conquistaram ao menos um discos de ouro e emplacaram canções que com o passar dos anos tornaram-se clássicos dos anos de 1980 e de 1990. Embora a carreira parecesse consolidada, ela buscava uma mudança no estilo musical sob os quais seus discos eram direcionados por produtores e gravadora. Em Incertezas, de 1990, ela tentou incluir canções de figuras contemporâneas como  Carlos Rennó, Scowa e da banda de rock Titãs, e versões de canções de um de seus seu cantores prediletos, Prince, mas foi proibida pela gravadora pois elas não atendiam ao padrão comercial que eles esperavam. Tal projeto findou a parceria, e após uma coletânea ser lançada, intitulada As Melhores de Patricia, de 1991, assinou um contrato com a gravadora Camerati (que durou apenas um ano/disco), para gravar canções no estilo MPB, direcionado para o público japonês.
Para atingir as mudanças de repertório que sempre desejara, Patricia procurou o renomado produtor musical Nelson Motta. Após se conhecerem em um show da cantora Leila Pinheiro, em São Paulo, ele pediu que ela o procurasse em Nova Iorque, local onde tinha a gravadora LUX Music. A cantora seguiu em direção ao país, onde gravou diversas músicas testes no estúdio Prime Cuts, um dos mais requisitados para remixes de dance music. Por três semanas gravou o que seria sua quinta produção fonográfica de inéditas. A produção ficou aos cuidados do próprio Motta, junto com Tuta Aquino. Em entrevistas afirmou: "Nelson tem um gosto musical muito parecido com o meu. É sério, profissional e sensível e me deixou participar de todo o programa de gravação. Eu aprendi muito com ele".
Além da mudança no direcionamento musical, mudou de empresário (cargo que anteriormente era de seu pai) e o visual, que agora ficou aos cargos da agência de publicidade W/Brasil. As fotos do encarte foram tiradas por Fábio Ribeiro e o styling foi feito pela atriz Betty Lago.

## Lançamento e divulgação
Lançado em 1994, foram planejadas diferentes estratégias de divulgá-lo. A maratona promocional incluiu aparições em programas de TV (incluindo três semanas consecutivas no programa Xuxa Hits) e rádio, entrevistas para um número substancial de revistas e jornais, além de uma turnê com shows por diversas cidades brasileiras, nas quais algumas das novas canções eram cantadas, tais como: "Dinheiro" e "Se Você Pensa".
Em relação as músicas de trabalho, foram eleitas quatro, a saber: "Quando Chove", "Ficar Com Você" (versão da música "I Wanna Be Where You Are", do cantor Michael Jackson), "Deixa Chover" e "Gostava Tanto de Você", nessa ordem. A faixa-título foi pensada em ser o carro-chefe, mas "Quando Chove" (versão em português para "Quanno chiove" do cantor e compositor italiano Pino Daniele, tema da personagem Dinah), que integrou a trilha sonora da novela A Viagem, de 1994, da TV Globo tornou-se um sucesso, contribuindo para que fosse o segundo single.
O videoclipe de "Ficar com Você" foi gravado no Harlem, em Nova Iorque, o diretor de fotografia escolhido era americano, ao passo que Nelson Motta fez o roteiro, e Betty Lago a produção de figurino, além de contribuir com a direção. As gravações duraram dois dias, de acordo com Marx, iniciavam-se as 7 horas da manhã e terminavam as 2 da madrugada. Foi pré-indicado na categoria Pop ao prêmio MTV Video Music Brasil 1995.
Em 1995, gravou a música "Espelhos D'água", que entrou para a trilha sonora da novela Malhação. O CD foi relançado, incluindo a música e versões remixes de "Ficar com você" e "Dinheiro" como bônus.

## Recepção crítica
| Críticas profissionais | Críticas profissionais |
| Avaliações da crítica  | Avaliações da crítica  |
| Fonte                  | Avaliação              |
| ---------------------- | ---------------------- |
| Folha de Hoje          | Desfavorável           |

As resenhas dos críticos de música foram, em maioria, mistas. Embora tenham elogiado seu talento como cantora, muitos criticaram o repertório por considerá-lo "muito comercial" e semelhante aos outros de sua discografia.
Eduardo Rech, do Folha de Hoje, fez uma critica desfavorável, na qual afirmou que a mudança foi para pior. Afirmou que Nelson Motta não entendeu o talento e sobretudo a voz, que ele adjetivou como "ótima". Finalizou afirmando que "[Patricia] deixou de seguir os passos de uma Marisa Monte para ser uma xerox opaco e distorcido de uma Fernanda Abreu".

## Lista de faixas
Créditos adaptados do CD Ficar com Você, de Patricia Marx, lançado em 1994.
| N.º | Título                                      | Compositor(es)                                          | Duração |  |
| 1.  | "Dinheiro"                                  | Cláudio Zoli / Bernardo Vilhena                         |         |  |
| 2.  | "Se Você Pensa"                             | Roberto Carlos / Erasmo Carlos                          |         |  |
| 3.  | "Ficar com Você" (I Wanna Be Where You Are) | T. Boy Ross / Leon Ware / Vrs. Nelson Motta             |         |  |
| 4.  | "O Tempo Não Vai Passar"                    | Ricardo Barreto / Evandro Mesquita / Fernando Negreiros |         |  |
| 5.  | "Deixa Chover"                              | Guilherme Arantes                                       |         |  |
| 6.  | "Gostava Tanto de Você"                     | Édson Trindade                                          |         |  |
| 7.  | "Quando Chove" (Quanno Chiove)              | Pino Daniele / Vrs. Nelson Motta                        |         |  |
| 8.  | "Sem Preconceito"                           | Skowa / Carlos Rennó / Tadeu Eliezer                    |         |  |
| 9.  | "Mutante"                                   | Rita Lee / Roberto de Carvalho                          |         |  |
| 10. | "Eu Prefiro Correr"                         | Paulo Miklos / Sergio Britto / Toni Bellotto            |         |  |
| 11. | "Canta Brasil"                              | David Nasser / Alcyr Pires Vermelho                     |         |  |

- Relançado, devido ao sucesso da música "Espelhos D'água", que então passou a ser a 1ª faixa e as faixas "Dinheiro" e "Ficar Com Você" ganharam versões remixes e entraram também como bônus, nos números 13 e 14, respectivamente.[17]

## Certificação e vendas
| País   | Certificação | Vendas certificadas |
| ------ | ------------ | ------------------- |
| Brasil | Ouro         | +100,000            |